# Mark McInnes
Pour les articles homonymes, voir McInnes.
 (décembre 2020).
Mark McInnes, baron McInnes de Kilwinning, (né le 4 novembre 1976) est un homme politique conservateur écossais et membre de la Chambre des lords.

## Carrière politique
Il fait ses études à la Kilwinning Academy et à l'Université d'Édimbourg (MA, 1998).
McInnes est le directeur du Parti conservateur écossais et est conseiller pour le quartier Meadows et Morningside d'Edimbourg.
McInnes est nommé Commandeur de l'Ordre de l'Empire britannique (CBE) dans les honneurs du Nouvel An 2016.
McInnes est nommé pair à vie dans les honneurs de démission du premier ministre 2016. Il est créé baron McInnes de Kilwinning, de Kilwinning dans le comté d'Ayrshire le 1er septembre.